# 南機関
南機関（みなみきかん）は、1941年から1942年にかけて存在した日本軍の特務機関の1つ。機関長は鈴木敬司陸軍大佐である。
ビルマ（現在のミャンマー）の独立運動の支援を任務とし、ビルマ独立義勇軍の誕生に貢献した。今日の日本とミャンマーとの友好関係の基礎を築いたとも評価される。

## 背景

### イギリスのビルマ統治
ビルマ（現在のミャンマー）は、1824年に始まった英緬戦争の結果、1886年にイギリス領インド帝国の一州に編入された。イギリスは治安維持の観点からビルマ軍を編成したが、ビルマ族の青年は征服者に協力することを潔しとしなかった。ビルマの人口は1941年の国勢調査によれば1,600万人、民族別ではビルマ族が1,100万人、カレン族150万人、シャン族130万人、移住したインド人200万人という構成であったが、同年のビルマ軍総数6,209名のうち、大部分はカレン族などの少数民族やインド出身のパンジャブ族が占め、ビルマ族の軍人は159名に過ぎなかった。
1935年ビルマ統治法が制定され、1937年その発効により、ビルマはインドから分離し、進歩穏健派のバー・モウを首班とする内閣と議会が設置された。しかしイギリス人総督の拒否権はほとんどビルマ統治全般に及び、自治権は完全には程遠く、ビルマは植民地と自治領との中間的状態に留め置かれた。議会における自治権拡大運動は、イギリスの行った小党分立政策のため勢力を持つには至らなかった。

### ビルマ独立運動

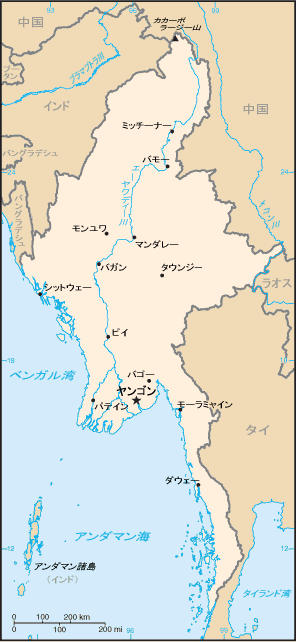
ビルマ（ミャンマー）全図

ビルマ独立運動は1930年代に活発化した。運動の前衛は1930年に結成された「タキン党」（われらビルマ人党）であった。タキン党にはラングーン大学の学生が数多く参加していた。1930年代後半に学生運動のリーダーとして活躍したのがタキン・オンサン（アウン・サン）やウ・ヌーらである。タキン党などの運動の激化を抑えきれず、バー・モウ政権は成立後程なくして瓦解した。その後第二次世界大戦が勃発すると、タキン党は下野したバー・モウの「シンエタ党」（貧民党）などと共に「自由ブロック」を結成し、独立運動の大同団結を遂げた。
ビルマ民族主義者の中には議会を通じた穏健な運動を目指す者もいたものの、タキン党は対英非協力と武装蜂起を掲げ、インド国民会議派、中国国民党、中国共産党、日本など、いずれの外国勢力からの援助でも受け入れる考えを持っていた。1940年に入ると、イギリスは自由ブロックに対して弾圧を加えた。バー・モウら首脳陣が相次いで投獄される中、タキン・オンサンは同志タキン・ラミヤン（フラ・ミヤイン）とともに、外国勢力からの援助を求めるために苦力に変装して密出国し、アモイへと向かった。

### 日本の関与
当時日本と中国とは日中戦争の最中にあった。中国の蔣介石政権は重慶へと逃れながらも、英米等からの軍事援助を受けて頑強に抗戦を続けていた。軍事物資の輸送ルート（援蔣ルート）としては、1.フランス領インドシナ、2.ビルマ、3.ソ連から中国内陸部、4.中国沿岸を経由する各ルートがあった。ビルマルートはラングーン（現在のヤンゴン）の港から、マンダレー、ラシオを経由し、山岳地帯を越えて昆明に達する自動車道路で、1940年にはビルマルートの輸送量が最も多くなっていた。
日本軍は、外交交渉や橋梁爆撃などによるビルマルートの遮断に務めたが、その達成には苦慮していた。1940年3月大本営陸軍部は、参謀本部付元船舶課長の鈴木敬司大佐に対し、ビルマルート遮断の方策について研究するよう内示を与えた。鈴木大佐はビルマについて調べていくうちにタキン党を中核とする独立運動に着目した。運動が武装蜂起に発展するような事態となれば、ビルマルート遮断もおのずから達成できる。こうして、外国勢力の援助を欲していたビルマ民族主義者と日本との提携が成立へと動き出す。

## 経過

### 南機関発足
ビルマに関しては、1940年当時、日本海軍がラングーン在住の元海軍大尉国分正三を通じて早くから情報収集に努めていた一方で、日本陸軍が持っていた情報は無きに等しかった。鈴木大佐は活動開始にあたって上海の特務機関員であった樋口猛、興亜院の杉井満、満鉄調査部の水谷伊那雄らに協力を要請した。
1940年6月、鈴木大佐は日緬協会書記兼読売新聞特派員「南益世」の偽名を使ってラングーンに入り、タキン党員と接触した。そこで鈴木大佐はオンサンたちがアモイに潜伏していることを知り、彼らを日本に招くことを決意する。11月、オンサンたちはアモイの日本軍特務機関員によって発見され日本に到着した。鈴木大佐はオンサンに「面田紋二」、ラミヤンに「糸田貞一」の偽名を与えて郷里の浜松にかくまった。
オンサンたちの来日を契機として、陸海軍は協力して本格的な対ビルマ工作を推進することを決定する。1941年2月1日、鈴木大佐を機関長とする大本営直属の特務機関「南機関」が正式に発足した。さしあたり対外的には「南方企業調査会」との偽称を用いることとした。発足時の主要メンバーは次の通りであった。
※陸軍中野学校出身者は★印
- 陸軍 - 鈴木敬司大佐（機関長）、★川島威伸大尉、★加久保尚身大尉、野田毅中尉、高橋八郎中尉、★山本政義中尉
- 海軍 - 児島斉志大佐、日高震作中佐、永山俊三少佐
- 民間 - 国分正三、★樋口猛、杉井満、水谷伊那雄

### 「30人の同志」
鈴木大佐は南機関の本部をバンコクに置き活動を開始した。南機関の任務は、世界最強のイギリス情報機関を相手として、日本の関与をいささかも漏らすことなく謀略を成功させるという極めて困難なものであった。南機関は次のような行動計画を立てた。
- ビルマ独立運動家の青年30名を密かに国外へ脱出させ、海南島または台湾において軍事訓練を施す。
- 訓練終了後、彼らに武器、資金を与えてビルマへ再潜入させ、武装蜂起の準備をさせる。武装蜂起の時期は1941年6月頃とする。

1941年2月14日、杉井とオンサンの両名に対し、ビルマ青年の手引きを命ずる作戦命令第一号が発出された。両名は船員に変装して、ビルマ米輸送の日本貨物船でラングーンへ向かい、第一陣のビルマ青年4名の脱出を成功させた。以後6月までの間に、海路及び陸路を通じて脱出したビルマ青年は予定の30名に達した。この30名が、後にビルマ独立の伝説に語られることになる「30人の同志」である。
4月初旬、海南島三亜の海軍基地の一角に特別訓練所が開設され、ビルマ青年が順次送り込まれて過酷な軍事訓練が開始された。ビルマ青年たちのリーダーはオンサンが務めた。訓練用の武器には中国戦線で捕獲した外国製の武器を準備するなどして、日本の関与が発覚しないよう細心の注意が払われた。グループに比較的遅れて加わった中にタキン・シュモンすなわちネ・ウィンがいた。ネ・ウィンは理解力に優れ、ひ弱そうに見える体格の内に凄まじい闘志を秘めていた。ネ・ウィンはたちまち頭角を現し、オンサンの右腕を担うことになる。

### ビルマ独立義勇軍誕生

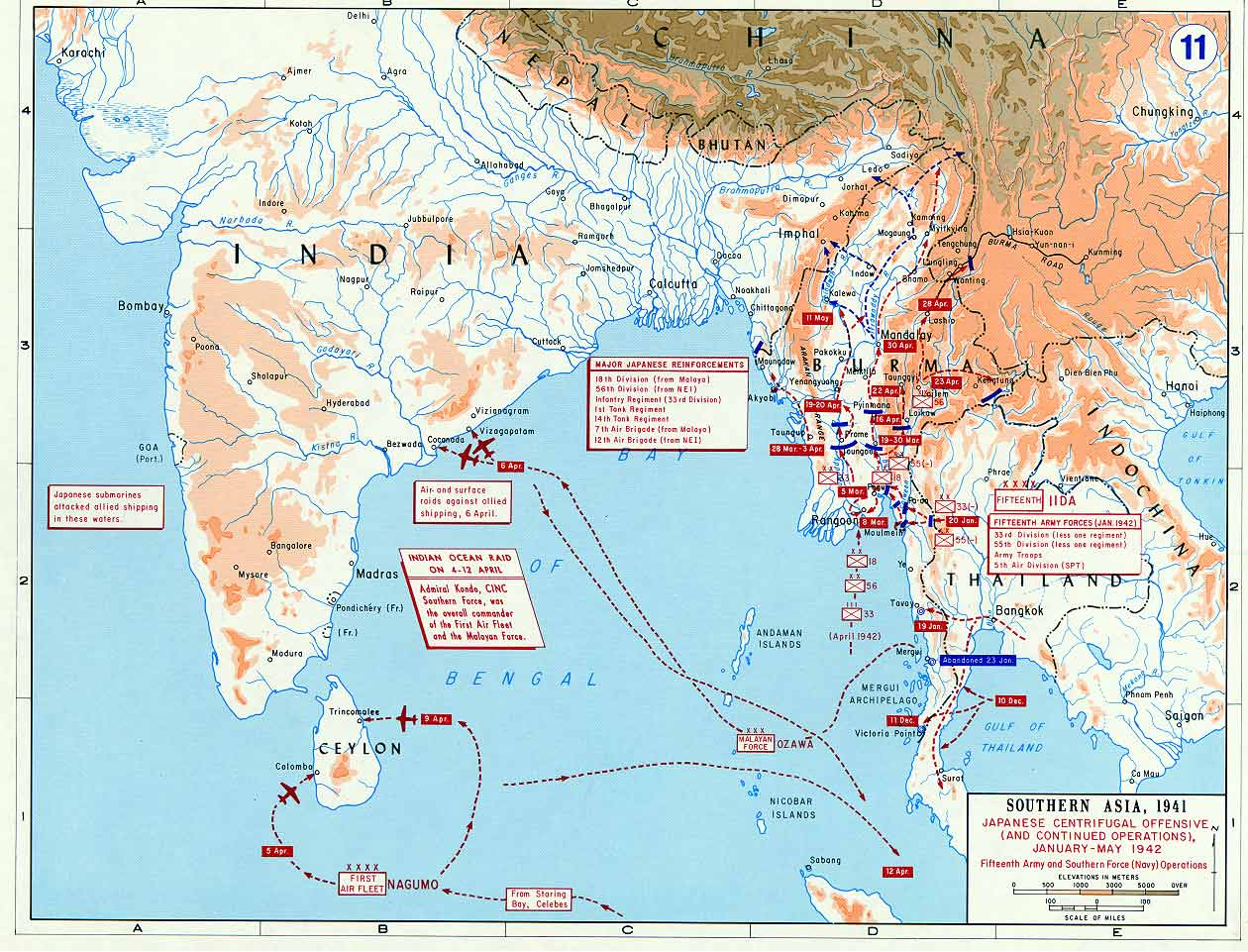
日本軍のビルマ進攻作戦

やがて1941年の夏が来た。ビルマでの武装蜂起の予定時期となっていたが、国際情勢は緊迫の度を深めていた。6月22日にナチス・ドイツがソ連へ進攻したのを機に、日本でもソ連を攻撃すべしとする北進論が唱えられ、陸軍は関特演を発動して7月に満洲に大兵力を集結したが、結局ソ連との戦闘は起きなかった。一方で、東南アジアの資源地帯を抑えるべしとする南進論が唱えられ、7月末に南部仏印進駐を進めた。この進駐に対してアメリカは在米日本資産凍結、対日石油禁輸という強硬な経済制裁を発動した。このような情勢下、ビルマでの武装蜂起の予定にも軍中央から待ったがかけられた。先行きの見えない状況に、ビルマ青年たちも焦りの色を濃くした。
10月、三亜訓練所は閉鎖され、ビルマ青年たちは台湾の玉里へ移動した。その頃日本は対米英開戦に向けて動き出していた。10月16日第3次近衛内閣総辞職。後を継いだ東條内閣は11月1日の大本営政府連絡会議で帝国国策遂行要領を決定。11月6日、南方作戦を担当する南方軍以下各軍の編制が発令された。南機関も南方軍の直属とされ、本部は南方軍司令部と同じサイゴン（現在のホーチミン）へ移された。
12月8日、日本はアメリカ、イギリスへ宣戦布告し太平洋戦争が開始される。開戦と同時に日本軍第15軍（軍司令官：飯田祥二郎中将、第33師団および第55師団基幹）はタイへ進駐した。南機関も第15軍指揮下に移り、全員がバンコクに集結、南方企業調査会の仮面を脱ぎ捨てタイ在住のビルマ人の募兵を開始した。
12月28日、今日のミャンマー軍事政権の源流とも言うべき「ビルマ独立義勇軍」（Burma Independence Army, BIA）が宣誓式を行い、誕生を宣言した。鈴木大佐がBIA司令官となり、ビルマ名「ボーモージョー」大将を名乗った。BIAには「30人の同志」たちのほか、将校、下士官、軍属など74名の日本人も加わり、日本軍での階級とは別にBIA独自の階級を与えられた。発足時のBIAの兵力は140名、幹部は次の通りであった。
- 司令官 - ボーモージョー大将（鈴木大佐）
- 参謀長 - 村上少将（野田大尉）
- 高級参謀 - 面田少将（オンサン）
- 参謀 - 糸田中佐（ラミヤン）
- 参謀 - 平田中佐（オンタン）
- ダヴォイ兵団長 - 川島中将（川島大尉）
- 水上支隊長 - 平山大佐（平山中尉）

### ビルマ進攻作戦
日本軍第15軍はタイ進駐に引き続きビルマへの進攻作戦に移った。開戦間もなく先遣部隊の宇野支隊（第55師団歩兵第143連隊の一部）がクラ地峡を横断し、ビルマ領最南端のビクトリアポイント（現在のコートーン）を12月15日に占領した。さらに宇野支隊は海上を島伝いに北上したが、これは陽動で、第15軍主力はタイ・ビルマ国境のビラウクタウン山脈を一気に越える作戦を立てていた。すなわち、沖支隊（第55師団歩兵第112連隊の一部）がタイ領内カンチャナブリからダボイ（現在のダウェイ）へ向かい、第55師団主力および第33師団はラーヘン付近に集結してモールメン（現在のモーラミャイン）からラングーンを衝く作戦である。BIAも水上支隊、ダボイ兵団、主力の3隊に分かれて日本軍に同行し、道案内や宣撫工作に協力することになった。
沖支隊は1月19日タボイを攻略、第55師団主力は1月31日モールメンを攻略、第33師団は2月4日パアーンを攻略した。日本軍とBIAの前進とともにビルマの独立運動はすさまじい勢いで進展し、青年たちはわいわいがやがやとBIAへ身を投じた。英印軍第17インド師団はビルマ東部の大河サルウィン川とシッタン川を防衛線としていたが、2月22日、逃げ遅れた友軍を置き去りにしたままシッタン川の橋梁を爆破して退却した。BIAはこれを追って2月26日、日本軍主力に先立ちシッタン川を渡河した。さらにBIA水上支隊はイラワジデルタに上陸して英印軍の退路をかく乱した。
3月7日英印軍はラングーンを放棄し脱出、3月8日第33師団がラングーンを占領した。次いでBIAも続々とラングーンへ入城した。このときBIAの兵力は約1万余まで増加していた。3月25日、BIAはラングーン駅前の競技場で観兵式典を行った。オンサンを先頭にした4,500名のBIAの行進に、ラングーン市民は熱狂した。
ビルマ中部および北部にはなお英印軍と中国軍が展開していたが、日本軍は占領したシンガポールから第18師団と第56師団をビルマへ増援し、ビルマ全域の攻略を推進した。第56師団は4月29日ラシオを占領し、援蔣ルートを遮断した。英印軍と中国軍は日本軍に追い立てられ、疲労と飢餓に倒れ、多くの捕虜を残してアッサム州と雲南省へ向けて退却した。5月末までに日本軍はビルマ全域を制圧した。

### 軍中央との対立
この間、ビルマへの独立付与をめぐって、南方軍および第15軍と南機関との間に対立が生じていた。鈴木大佐は一日も早くビルマ独立政府を作り上げることを念願とし、オンサンたちに対しても早期の独立を約束していた。オンサンたちも、ビルマに進入しさえすれば当然に独立は達成されるであろうと期待していた。
ところが、南方軍および第15軍の意向は、彼らの願いを根底から覆すものだった。南方軍参謀石井秋穂大佐は次のように述べている。
- 作戦途中に独立政権を作ると、独立政権は作戦の要求に圧せられて民心獲得に反するような政策を進めねばならなくなり、日本軍との対立が深まる。
- 形勢混沌たる時機には、民衆の真の代表でない便乗主義者が政権を取る結果になることもありうる。
- 独立政権の樹立には反対しないが、まずは単なる行政担当機関を作らせ、軍司令官の命令下に管理するのが順序である。

結局、軍中央を動かしていったのはこうした筋の見解だった。鈴木大佐以下南機関のメンバーたちは、次第に軍中央の方針に反発し、事と次第によっては反旗を翻すことを仄めかすようになった。オンサンたちも日本軍を不信視し、不満の念を高めていった。
5月13日、マンダレー北方のモゴク監獄から脱出していたバー・モウが日本軍憲兵隊によって発見された。これまでオンサンもビルマの指導者としてバー・モウを推奨していたこともあって、第15軍はバー・モウを首班とする行政府の設立準備を進めることとなった。6月4日、飯田軍司令官はビルマ軍政施行に関する布告を発し、中央行政機関設立準備委員会を発足させた。

### 南機関消滅
北部ビルマ平定作戦が終了した時点でBIAの兵力は2万3千人に達していた。急激な膨張の一方で、烏合の衆的な傾向も強まり、幹部の統制を逸脱して悪事を働く者も出てきていた。こうした中、南方軍および第15軍では、BIAを一旦解散し、その中から選抜した人員をもって正規軍を作るべきとする結論に達した。
同時に、南機関の任務も終わり、その活動を閉じる時機となっていた。鈴木大佐に対しては6月18日付をもって近衛師団司令部付への転属が命じられた。鈴木大佐はBIAの総指揮をオンサンへ委譲したのち、7月15日、ラングーン発内地へ向かった。その他の機関員も各所に転属となり、ごく一部は新しく誕生するBurma Defence Army, BDA（ビルマ防衛軍、ビルマ国防軍）の指導要員として残留することになった。

## その後
1943年8月1日、ビルマはバー・モウを首班として独立し、BDAはBurma National Army, BNA（ビルマ国民軍、ないしビルマ国軍）と改名した。1944年8月、BNA、ビルマ共産党、人民革命党などによって「反ファシスト人民自由連盟」（AFPFL）が結成された。
1945年5月、オンサンは連合軍のルイス・マウントバッテン司令官と会談し、BNAがビルマ愛国軍（Patriot Burmese Forces, PBF）と改称した上で連合軍の指揮下に入ることで合意した。その後オンサンは軍を去ってAFPFL総裁に就任し、イギリス政府との交渉をはじめとする独立問題に専念することになった。だがオンサンは1947年7月に暗殺され、ウ・ヌーがAFPFL総裁を引き継いだ。1948年1月4日、ビルマはウ・ヌーを首班として独立を達成した。
1962年3月2日、ビルマ軍はクーデターを決行し、司令官ネ・ウィンが大統領に就任した。ネ・ウィンの率いる軍事政権は議会制民主主義を否定して「ビルマ式社会主義」を打ち出した。ネ・ウィンは1988年の民主化要求デモの責任を取って辞任し、2002年に死去した。

## 評価
太平洋戦争後、日本とミャンマーとは長く友好関係を維持した。ネ・ウィンをはじめとするBIA出身のミャンマー要人は日本への親しみを持ち続け、ネ・ウィンは訪日のたびに南機関の元関係者と旧交を温めた。こうした日本とミャンマーとの友好関係は、南機関の貢献を基礎として発展してきたとも言える。
一方、南機関員が日本軍の一部門たる本分から逸脱し、日本のこの戦争の理念ではあるといえ、ビルマ独立運動に肩入れしたことについては賛否両論がある。また、鈴木大佐らは1942年5月に連合国側に協力していたイラワジデルタに居住するカレン族の制圧作戦を指揮しており、今日に続くビルマ族とカレン族との民族対立の一因となった面もある。
ビルマの第33回目の独立記念日に当たる1981年1月4日、ビルマ政府は、ビルマ独立に貢献した7名の日本人に対して感謝の意を表し「アウン・サン勲章」を授与した。その7名とは鈴木敬司の未亡人、杉井満、川島威伸、泉谷達郎、高橋八郎、赤井（旧姓鈴木）八郎、水谷伊那雄で、全員が南機関関係者であった。